# Sōjirō Motoki
Sōjirō Motoki (本木 荘二郎 Motoki Sōjirō?, n. 19 iunie 1914, Tokyo⁠(d), Tōkyō, Japonia – d. 21 mai 1977, Japonia) a fost un cineast japonez care s-a remarcat în principal ca producător de film, dar și ca scenarist și regizor. A devenit celebru ca producător al mai multor filme ale lui Akira Kurosawa, printre care Ikiru, Cei șapte samurai și Tronul însângerat. A produs, de asemenea, filme pentru alți regizori precum Mikio Naruse (Spring Awakens și Battle of Roses) și Kazuo Mori (Vendetta for a Samurai). A scris scenariul filmului The Sands of Kurobe (1968) al lui Kei Kumai, cu Toshirō Mifune în rolul principal.

## Biografie
Sōjirō Motoki a urmat studii la Universitatea Waseda. El a produs mai mult de 70 filme între 1945 și 1971 și a regizat mai mult de 100 de filme din 1962 până în 1977 sub diverse pseudonime.
La sfârșitul anilor 1940 Motoki s-a alăturat regizorilor Kurosawa, Senkichi Taniguchi și Kajiro Yamamoto (cărora li s-a alăturat și Naruse) pentru a forma o companie de producție independentă cu o existență durată, Film Art Association (Eiga geijutsu kyokai), care a fost responsabilă cu producerea unor filme precum Rashomon, The Quiet Duel și Stray Dog.
În afara filmelor pe care le-a produs, Motoki a contribuit și la alte filme regizate de Kurosawa. S-a implicat, de exemplu, în realizarea filmului Rashomon (1950). Motoki i-a scris scenaristului Shinobu Hashimoto, invitându-l să contribuie la îmbunătățirea scenariului filmului Rashomon.

## Filmografie selectivă

### Producător
- 1946: Ceux qui bâtissent l'avenir (明日を作る人々 Asu o tsukuru hitobito?), regizat de Akira Kurosawa, Hideo Sekigawa și Kajirō Yamamoto[10]
- 1947: Un merveilleux dimanche (素晴らしき日曜日 Subarashiki nichiyobi?), regizat de Akira Kurosawa[11]
- 1948: L'Ange ivre (酔いどれ天使 Yoidore Tenshi?), regizat de Akira Kurosawa[12]
- 1949: Chien enragé (野良犬 Nora-inu?), regizat de Akira Kurosawa[13]
- 1949: La Mauvaise Fille (不良少女 Furyo shojo?), regizat de Mikio Naruse
- 1950: La Bataille de roses (薔薇合戦 Bara gassen?), regizat de Mikio Naruse
- 1952: Vivre (生きる Ikiru?), regizat de Akira Kurosawa[14]
- 1954: Cei șapte samurai (七人の侍 Shichinin no samurai?), regizat de Akira Kurosawa[15]
- 1955: Vivre dans la peur (生きものの記録 Ikimono no kiroku?), regizat de Akira Kurosawa[16]
- 1957: Tronul însângerat (蜘蛛巣城 Kumonosu jo?), regizat de Akira Kurosawa[17]
- 1957: Azilul de noapte (どん底 Donzoko?), regizat de Akira Kurosawa - producător executiv[18]

### Regizor
- 1965: Aiyoku no jū san kaidan (愛欲の十三階段?)

### Scenarist
- 1968: Le Soleil de Kurobe (黒部の太陽 Kurobe no taiyō?), regizat de Kei Kumai

## Legături externe
- Sōjirō Motoki la Internet Movie Database